# De Warme Winkel
Theatergroep De Warme Winkel is een collectief uit Amsterdam dat gevormd wordt door de acteurs Vincent Rietveld en Ward Weemhoff. In het verleden maakten ook Mara van Vlijmen, Jeroen De Man, Joep van der Geest  en Florian Myjer onderdeel uit van het collectief..
De voorstellingen van De Warme Winkel kenmerken zich door hun beeldende karakter en zijn sterk beïnvloed door performancekunst. Veel stukken zijn gebaseerd op de liefde voor de literatuur (onder andere Alma over het leven van Alma Mahler, Villa Europa over Stefan Zweig en Poëten en Bandieten over Boris Ryzhy). De voorstellingen van De Warme Winkel zijn te zien op de zomerfestivals (onder andere Oerol en Over het IJ), op locatie en in de theaters. Het gezelschap wordt regelmatig uitgenodigd op (internationale) theaterfestivals. In 2014 ging hun stuk Gavrilo Princip, over de man die ongewild het startschot voor de Eerste Wereldoorlog loste, in première tijdens het Holland Festival.
Vanaf 1 december 2014 ondersteunt Internationaal Theater Amsterdam de theatergroep op het gebied van marketing en financiële administratie.

## Naamswijziging
Op 14 maart 2022 kondigt De Warme Winkel aan haar naam te wijzigen naar toneelgroep Amsterdam (met kleine letter T). Internationaal Theater Amsterdam dat ontstond uit een fusie van Toneelgroep Amsterdam en de Amsterdamse Schouwburg dreigt met juridische stappen en uiteindelijk ziet De Warme Winkel af van de naamswijziging.

## Eigen locatie
In mei 2022 opent theatercollectief BOG. samen met De Warme Winkel theaterbroedplaats De Sloot.

## Voorstellingen
- 2019: De Drie Musketiers
- 2018: Gesualdo
- 2017: EXOOT- Tropical Healing
- 2017: Tanizaki
- 2017: INDIAAN
- 2017: The Dreaming
- 2017: Een hertje, beschadigd
- 2016: De Warme Winkel speelt De Warme Winkel
- 2016: Privacy
- 2016: Amadeus
- 2016: De Lady Macbeth uit het district Mtsensk
- 2016: De meest zwaarmoedige voorstelling ooit (waarvan het hele publiek moet huilen)
- 2015: BAM - kunst is geen kast, locatievoorstelling in samenwerking met Touki Delphine, geïnspireerd door Daniil Charms
- 2014: Gavrilo Princip (coproductie met het Holland Festival en Kaaitheater Brussel)
- 2014: Stroganoff
- 2014: Poëten & Bandieten
- 2013: We are your friends
- 2013: Achterkant (gespeeld op het achtertoneel tijdens Lange Dagreis naar de Nacht van Toneelgroep Amsterdam)
- 2013: Paradijs (coproductie met Dood Paard)
- 2013: Viva la Naturisteraçion! (coproductie met De Utrechtse Spelen)
- 2012: Jandergrouwnd (coproductie met Toneelgroep Oostpool)
- 2012: San Francisco
- 2011: Weense Herfst (minifestival met Totaal Thomas, Alma, Kokoschka Live! en Rainer Maria)
- 2011: Luitenantenduetten
- 2010: Kokoschka Live! (coproductie met de Veenfabriek, Touki Delphine, Nieuw West/Marien Jongewaard)
- 2010: Gijsbrecht
- 2009: Alma
- 2008: !V.O.C!
- 2007: Rainer Maria
- 2006: Totaal Thomas
- 2006: Neanderdal
- 2005: Artikel V
- 2005: Date 2
- 2004: Slippertje op het nippertje
- 2003: AJAH (als je alles hebt) en Afgehaakt/Afgehakt

## Prijzen
- 2017: Prijs van de Kritiek - "voor het consistent avontuurlijke en tegendraadse theater"[10]
- 2016 Beste makerscollectief theaterfestival Kontakt [11]